# Гигова, Мария
Мария Вердова Гигова (24 апреля 1947, София, Болгария)  — выдающаяся болгарская спортсменка, представляла художественную гимнастику в индивидуальных упражнениях.
Герой Социалистического Труда НРБ. Заслуженный мастер спорта Болгарии и СССР (звание «заслуженный мастер спорта СССР» получила в 1972 году в числе лучших спортсменов социалистических стран).

## Биография
Мария Гигова была первой гимнасткой, которая становилась трижды чемпионом мира по художественной гимнастике в индивидуальном многоборье (в 1969, 1971 и 1973). Она имеет, в общей сложности, четыре золотых медали за упражнения с обручем (1967, 1969, 1971 и 1973), достижение всё ещё не превзойденное. Кроме того она завоёвывала золото за выступление со скакалкой (1971) и без предмета (1969). Как член болгарской сборной, она завоёвывала звание чемпиона в командном первенстве чемпионата мира в 1969 и 1971.
В выступлениях Марии всегда сочетались высокая скорость, трудность и оригинальность.
Гигова закончила спортивные выступления в 1974. После того, как она завершила своё образование в Национальной Академии спорта в Софии, она становится членом технического комитета Международной федерации гимнастики. Этот пост она занимала с 1978 до 1992.

## Спортивные достижения
- 1965 — Чемпионат мира, Прага, ЧССР — 6-е место в индивидуальном многоборье.
- 1967 — Чемпионат мира, Копенгаген, Дания — 1-е место — обруч.
- 1969 — Чемпионат мира, Варна, Болгария — 1-е место — индивидуальное многоборье, упражнения без предмета, обруч; 2-е место — мяч, скакалка.
- 1971 — Чемпионат мира, Гавана, Куба — 1-е место — индивидуальное многоборье, обруч, скакалка.
- 1973 — Чемпионат мира, Роттердам, Голландия — 1-е место — индивидуальное многоборье, обруч; 3-е место — булавы, лента.

## Должности в спортивных организациях
- С 1978 до настоящего времени — член технического комитета по художественной гимнастике Международной федерации гимнастики.
- С 1980 до 1992 — председатель технического комитета Международной федерации гимнастики.
- С 1978 до 1982 — Вице-президент болгарской Федерации художественной гимнастики.
- Председатель болгарской Федерации художественной гимнастики с 1982 до 1989 и с 1999 до настоящего времени.